# Sofka Popova
Sofka Vasileva Kazandžijeva-Popova (bolgarsko Софка Казанджиева-Попова), bolgarska atletinja, * 15. avgust 1953, Plovdiv, Bolgarija.
Nastopila je na poletnih olimpijskih igrah leta 1980 ter osvojila četrto mesto v štafeti 4x100 m in uvrstitev v polfinale teka na 200 m. Na evropskih dvoranskih prvenstvih je osvojila naslova prvakinje v letih 1980 in 1981 ter podprvakinje leta 1982 v teku na 50 in 60 m, v štafeti 4x200 m pa bronasto medaljo leta 1971. 